# Rue Maria-Deraismes
La rue Maria-Deraismes est une voie située dans le quartier des Épinettes du 17e arrondissement de Paris.

## Situation et accès
La rue Maria-Deraismes est desservie par la ligne 13 à la station Guy Môquet.

## Origine du nom
Elle porte le nom de Marie Adélaïde Deraismes, dite Maria Deraismes (1828-1894) qui a consacré sa vie à la revendication des droits sociaux de la femme.

## Historique
Cette voie est ouverte sous sa dénomination actuelle par un arrêté du 28 décembre 1894 sur l'emplacement d'un ancien dépôt de pavés.

## Bâtiments remarquables et lieux de mémoire
- Au no 19, le lycée professionnel Maria-Deraismes.
- Elle longe le square des Épinettes, qui accueille à son entrée une statue représentant Maria Deraismes.

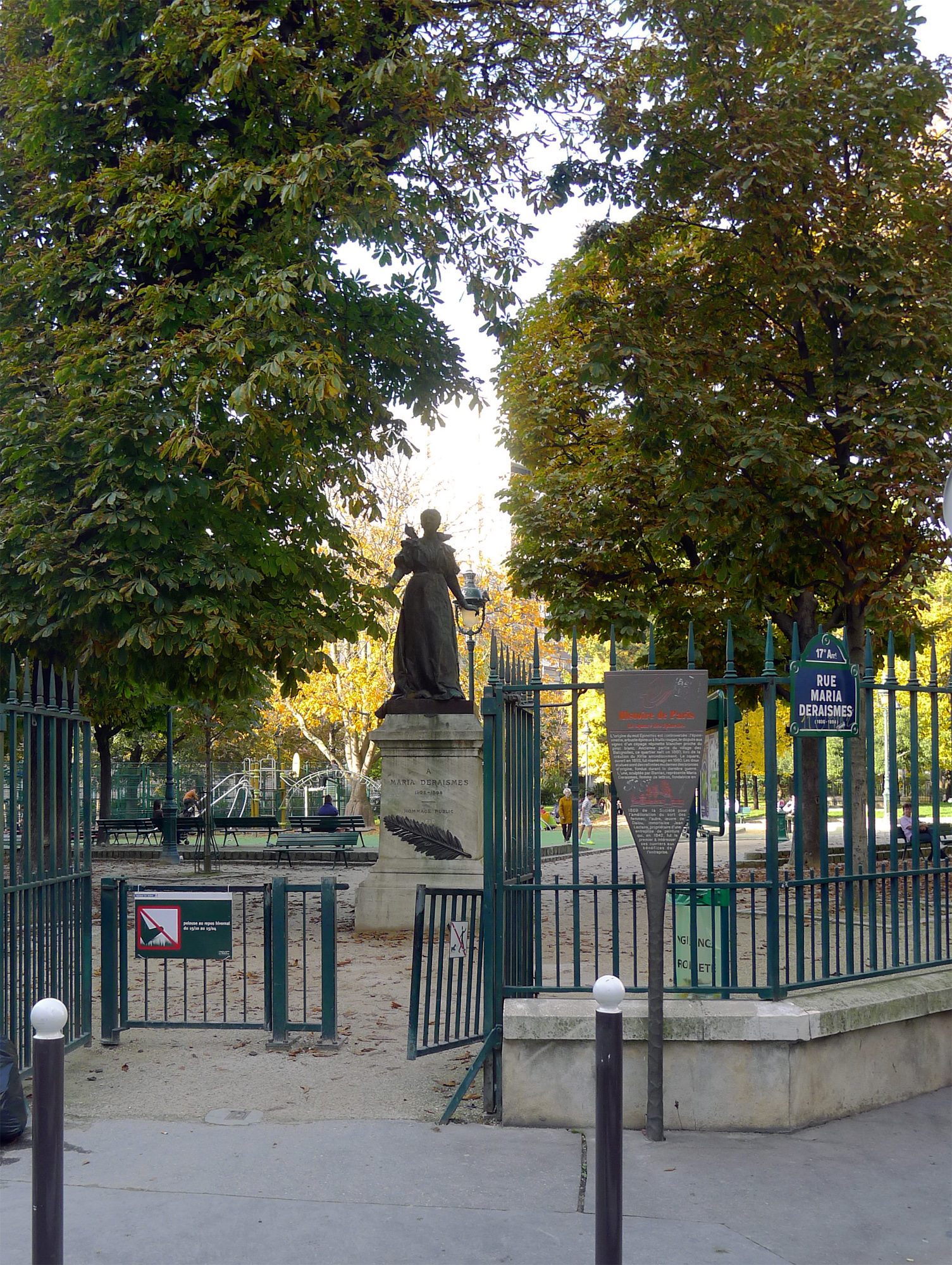
Statue de Maria Deraismes à l'entrée du square des Épinettes.